# Ітон Менор
| Ітон Менор | Ітон Менор                     |
| ---------- | ------------------------------ |
| Місто      | Лондон, Велика Британія        |
| Місткість  | 10 500                         |
| Подія      | Літні Паралімпійські ігри 2012 |

Ітон Менор (англ. Eton Manor) — споруда літніх Паралімпійських ігор 2012 у Лондоні.
Місткість арени становить 10 500 місць. Арена прийме Теніс на візках. Також арена є тренувальним центром для плавців.